# KBS 스토리
KBS 스토리(영어: KBS Story)는 KBS N의 여성 텔레비전 채널이다. 2013년 1월 1일 KBS W라는 이름으로 개국하고 2021년 4월 1일부터 현재의 KBS 스토리로 채널명을 변경하였다. 주로 여성 콘텐츠를 방송한다.

## 채널 이름 및 로고 변천사

### 채널 이름
- 2013년 1월 1일 ~ 2021년 3월 31일: KBS W
- 2021년 4월 1일 ~ 현재: KBS 스토리

## 프로그램

### 드라마
- 부부클리닉 사랑과 전쟁
- 여왕의 집
- 명성황후
- 산 너머 남촌에는 2
- 대조영
- 대운을 잡아라
- 독수리 5형제를 부탁해!
- 풀하우스
- 장사의 신 - 객주 2015

### 예능
- 박원숙의 같이 삽시다
- 슈퍼맨이 돌아왔다

### 교양
- 동네 한 바퀴
- 걸어서 세계속으로
- 2TV 생생정보

## 채널 이름 및 로고 변천사

### 채널 이름
- 2013년 1월 1일 ~ 2021년 3월 31일: (구) KBS W
- 2021년 4월 1일 ~ 현재: KBS 스토리

### 역대 로고

2021년부터 현재까지 사용되고 있는 KBS 스토리 로고